# 方圓美術館
23°11′57″N 120°09′27″E / 23.1991115°N 120.1575436°E

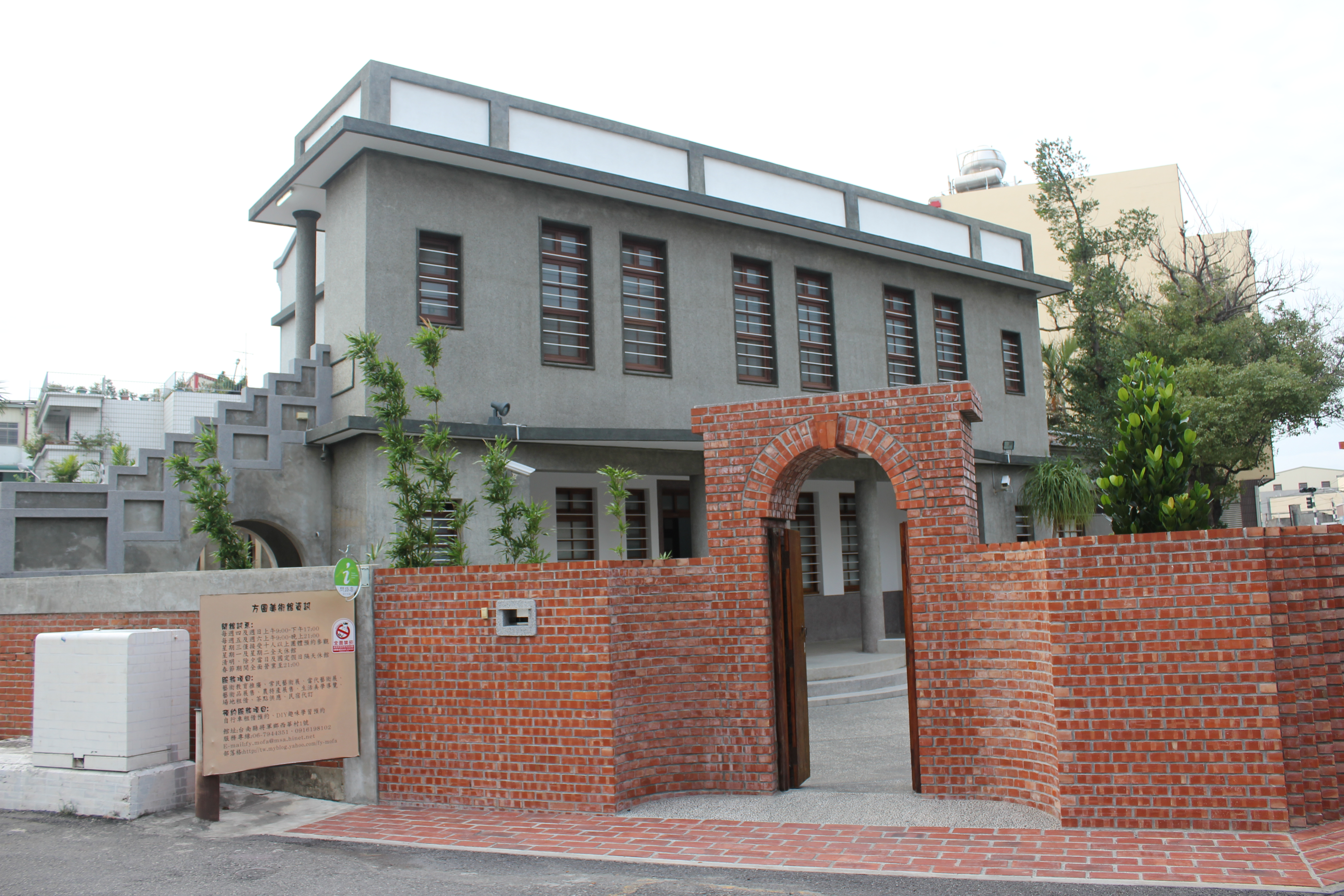
方圓美術館前館入口

方圓美術館原名遂園，是一棟台灣台南市將軍區的美術館，是前鄉長黃清舞行醫診間「遂生醫院」及住所，以自己的字號「遂園」為住所名，完成於昭和十九年（1944年）。
原遂園佔地近二公頃，是黃清舞先生從第一代診所（即今方圓美術館對面）附近的土地開始逐次購買，其範圍包含現今的方圓美術館及周遭的住宅區。
黃清舞先生除了是醫生和政治家外，也是一位建築設計師，他喜歡藝文，從書籍中參考了許多中西式的建築風格，設計出遂園。他親自畫設計圖，整個設計圖約兩年才完成。
遂園的工程是先種樹再蓋房舍，房舍部分則先繪略圖，再交由鄉親戴蘭先生（1908年-）負責大木，林採芳先生（1917-1994年）負責土水；昭和十三年（1938年）三月第一期工事完成，及至昭和十九年（1944年）歷時多年的遂園才興建完工。遂園是北門地區最具規模的林園宅第，被吳新榮醫師讚譽為黃清舞先生的三大傑作之一。房子結合西式洋樓、閩南式廊院四合院、日式內裝榫接...等三種風格組合而成。建物本身採用紅磚、水泥與竹編土牆砌成，牆面外表塗上白灰與红朱漆等色彩加以裝飾；建築物內部的樑、柱、門、窗均選用台灣上等紅檜；屋頂採用傳統紅瓦屋簷。牆面、地板、階梯則以各種不同大小的石材，搭配洗石或磨石的工藝呈現。

## 園區簡介
建築內部則分為 : 西式洋樓的「遂生醫院」與四合院家居。西式洋樓的「遂生醫院」，格局設計包括了診療室、手術室、護理室、拿藥室…等(已毀於建商手中) ; 作為住家的四合院則分別為 : 客廳、書房、臥室、厨房、餐廳、廁所…等。最大特色在於以「仿地中海型圓拱迴廊」圍繞四合院的外部走道，中庭再搭以噴水池，讓消防功能與景觀相融合。洋樓正面的樓房壁面、窗欄搭以簡潔的直線條與走廊的圓弧線條穿叉而成。
原佔地面積廣達六千多坪的遂園，陸續都賣給建設公司，2007年由當地耆老聯手搶救下，這棟老宅終於被保留（目前由財團法人方圓文化藝術基金會管理）。

## 交通
- 台17線往將軍區 接南24鄉道前進往漚汪方向至方圓美術館(將軍郵局旁)
- 國道1號下麻豆交流道往佳里方向沿176縣道和南19鄉道前往將軍區往漚汪方向 南21鄉道至方圓美術館(將軍郵局旁)

## 外部連結
- 首任台南將軍鄉長黃清舞故居 變身美術館 （页面存档备份，存于）
- 台灣走親：將軍鄉方圓美術館背後故事多 （页面存档备份，存于）
- 遂園舊事 （页面存档备份，存于）